# Stadtmuseum Landau
Das Historische Stadtmuseum mit Archiv ist ein denkmalgeschütztes Objekt in Landau in der Pfalz.

## Lage
Das Museum befindet sich seit 2009 in der renovierten Alten Bahnpost am Hauptbahnhof.

## Bauwerk
Beim Gebäude handelt es sich um das ehemalige Bahnpostamt. Es stellt einen langgestreckten, neubarocken Mansardwalmdachbau aus dem Jahr 1897 dar.

## Geschichte
Von 1960 bis 1978 befand sich das Museum in der Villa Streccius, anschließend bis 2009 in der Gründerzeitvilla Haus Mahla. Ausstellungsschwerpunkte sind vor allem die Geschichte der Vauban-Festung Landau mit Stadtmodell von 1740, außerdem Exponate zur bürgerlichen und bäuerlichen Wohnkultur sowie Küfer- und Winzergerätschaften. Daneben beherbergt das Museum auch eine Gemäldesammlung bekannter Landauer Künstler wie Heinrich Jakob Fried und Friedrich Ferdinand Koch.
Darüber hinaus wird im städtischen Archiv eine Vielzahl von Dokumenten zur Stadtgeschichte, 17 000 Bände wissenschaftlicher Literatur, Landauer Zeitungen ab 1792 und 120 000 Fotografien aufbewahrt und der Öffentlichkeit zugänglich gemacht.